# Хосе Марія Хіль-Роблес
Хосе Марія Хіль Роблес-і Кіньонес (ісп. José María Gil-Robles y Quiñones; 22 листопада 1898, Саламанка — 14 вересня 1980, Мадрид) — іспанський політичний діяч, юрист.

## Біографія
Народився в сім'ї юриста Енріке Хіль Роблеса. Закінчив юридичний факультет університету Саламанки (1919), доктор права Центрального університету Мадрида. З молодого віку брав участь в діяльності католицьких молодіжних організацій. Був секретарем Католицької-аграрної національної конфедерації, яка в 1922 р. об'єдналася із Соціально-народною партією.
З 1922 р. викладач правової політики в університеті Лагуни (в Сан-Кристобаль-де-ла-Лагуна в провінції Санта Крус де Тенерифе на Канарських островах). Повернувшись в Мадрид, Хіль Роблес друкувався в католицькому журналі «El Debate», який належав ордену єзуїтів. У період диктатури генерала Мігеля Прімо де Рівери (1923—1930 рр.) співпрацював з генеральним директором адміністрації Хосе Кальво Сотело при підготовці Муніціального статуту.
Після проголошення Іспанії республікою в 1931 р. був обраний депутатом установчих кортесів (парламенту) як представник Аграрного блоку, брав участь в роботі комісії з редакції проекту Конституції республіки, відрізняючись рішучим неприйняттям антиклерикалізму більшості республіканців. У тому ж році став членом організації «Національна дія», перейменованої в 1932 р. на вимогу властей в «Народна дія» (до того часу Хіль Роблес вже був одним з її лідерів). Вважав, що питання про форму правління — монархія або республіка — вторинний по відношенню до головного, полягає в захисті католицької церкви. Цим його погляди відрізнялися від точки зору інших правих іспанських політиків, пріоритетом для яких була монархічна ідея.

## Лідер CEDA
В 1933 р. Хіль Роблес брав участь у створенні Іспанської конфедерації незалежних правих (ісп. La Confederación Española de Derechas Autónomas — CEDA), політичної партії, в яку влилося «Народна дія». Дуже швидко Хіль Роблес став лідером CEDA, що отримала підтримку католицької церкви і рішуче виступала проти будь-яких обмежень її прав.
Партія орієнтувалася на прихід до влади парламентським шляхом, але при цьому сам Хіль Роблес був досить суперечливою політичною фігурою. З одного боку, він симпатизував фашистським режимам і захоплювався антидемократичною риторикою. З іншого боку що в ідеології CEDA істотне місце займав соціальний католицизм. А сам Хіль-Роблес був захоплений модними серед правих політиків і ідеологів 1930-х рр. авторитарно-корпоративними моделями, реалізованим як у фашистській Італії, так і в Австрії в період правління клерикальних політиків. Прихильники називали його «хефе» («Вождь»).
У листопаді 1933 р. CEDA провела в парламент 115 депутатів з 450 (створивши найбільшу фракцію), серед інших її кандидатів був обраний і Хіль-Роблес, який претендував на пост прем'єр-міністра. Однак президент Нісети Алькала Самора відмовився зробити його прем'єром, зробивши ставку на центристську Республіканську радикальну партію, кабінет якої був підтриманий партією CEDA. У 1934—1935 рр. CEDA входила до складу уряду, причому Хіль Роблес в травні-грудні 1935 р. обіймав пост міністра оборони, активно взаємодіяв з начальником Генерального штабу генералом Франсиско Франко, просував на значущі пости в армії правих офіцерів, які в 1936 р. взяли участь у виступі військових проти уряду Народного фронту.
У грудні 1935 р. Хіль Роблес і інші міністри з його партії покинули уряд через конфлікт з центристами, що призвело до дострокових парламентських виборів, на яких він був одним з лідерів Національного блоку — об'єднання правих сил, провідну роль в якому грала CEDA. Блок Хіль-Роблеса в лютому 1936 р. програв вибори лівому Народному фронту, а його лідер очолив парламентську опозицію, поряд з Кальво Сотело, який все більше виходив на перший план в рядах противників лівих сил.

## Діяльність напередодні та під час громадянської війни в Іспанії
Під час парламентських дискусій Хіль Роблес жорстко опонував представникам уряду, що ще більше посилювало ненависть до нього з боку вкрай лівих.
13 липня 1936 р. група правих вбили в Мадриді лівого офіцера Кастільо, який раніше застрелив фалангіста. У відповідь на вбивство Кастільо група співробітників урядових сил безпеки і активістів лівих партій вирішили заарештувати головних лідерів правих — Кальво Сотело і Хіль Роблеса. Однак Хіль Роблес в цей час виїхав з Мадрида на відпочинок, так що в ніч з 13 на 14 липня було заарештовано одного Кальво Сотело, який незабаром після цього був убитий заарештував його людьми. Ці події безпосередньо передували виступу військових проти Народного фронту, яке було підтримано Хіль Роблесом.
Лідер CEDA уникнув долі багатьох правих політичних активістів, які опинилися під час громадянської війни на території, контрольованій урядом Народного фронту і загиблих від рук лівих. Хіль Роблес зміг виїхати до Франції, звідки перебрався до Португалії. Хіль Роблес активно сприяв постачанню зброєю армії націоналістів і закликав своїх прихильників підтримати генерала Франсиско Франко, але значною мірою втратив популярність: для багатьох членів CEDA він виявився занадто помірним «парламентаристом». У 1937 р. Франко оголосив про те, що на контрольованій націоналістами території країни може діяти тільки одна політична партія — Іспанська фаланга. У неї ще раніше вступили багато членів CEDA, яка саморозпустилася навесні 1937 р. Її лідер не став членом фаланги, не знайшовши місця в оточенні Франко і став емігрантом.

## Політик-демократ
У період еміграції політичні погляди Хіль Роблеса стали більш помірними. Він підтримав монархістів і увійшов до складу ради при Хуану де Бурбон, графові Барселонському (тодішньому главі сім'ї Бурбонів в Іспанії і батька майбутнього короля Хуана Карлоса I). У 1948 р. він намагався досягти угоди про спільні дії з іншим емігрантом — лідером соціалістів Індалесіо Прієто.
У 1953 р. Хіль Роблес повернувся до Іспанії, де продовжував перебувати в опозиції до Франко. У 1962 р. він взяв участь в нараді антифранкістських політичних сил в Мюнхені, після чого був відправлений на заслання, де працював над мемуарами, в яких висловлював свою точку зору на причини громадянської війни і пояснював мотиви своїх дій в 1930-і рр. Крім того, він був змушений покинути оточення Дона Хуана. З 1968 р. Хіль Роблес викладав в університеті Ов'єдо.
Після смерті Франко у 1975 р. Хіль Роблес на деякий час повернувся в політику, відстоюючи ідеї християнської демократії. Став одним з лідерів Християнсько-демократичної федерації, яка зазнала поразки на перших «постфранкістських» парламентських виборах, після чого відійшов від політичної діяльності.

## Сімейне життя
Дружина Кармен Хіль-Дельгадо і Армада.
Сини: Хосе Марія Хіль-Роблес (1935 р.) брав участь разом з батьком у створенні Християнсько-демократичної федерації, потім став провідним діячем Народної партії, обирався головою Європейського парламенту.
Інший син, Альваро Хіль-Роблес (1944 р.), займав пост народного захисника (уповноваженого з прав людини), потім став комісаром з прав людини Ради Європи.